# 任鸿斌
任鸿斌（1966年7月—），土家族，重庆人，生于河北保定，中国共产党与中华人民共和国政治人物，现任中国国际贸易促进委员会会长。

## 简历
任鸿斌本科毕业于北京外国语大学东欧语系捷克语专业，是中国矿业大学项目管理专业研究生，1985年11月加入中国共产党。1988年8月参加工作后，他长期在外经贸部、商务部工作，历任欧洲司副处长、处长，并曾挂任黑龙江省绥芬河市市委常委、副市长。2006年6月任商务部欧洲司副司级干部，同年8月调任驻匈牙利使馆经济商务参赞。2011年7月，任商务部国际贸易经济合作研究院党委书记、副院长（正司级）。2016年1月，任世界贸易组织司司长、中国政府世界贸易组织咨询局局长。2017年5月，任对外贸易司司长兼国家机电产品进出口办公室副主任。2018年5月，任商务部部长助理。2021年7月，升任商务部副部长。2022年1月，出任中国国际贸易促进委员会会长。